# Hypericum aethiopicum
Hypericum aethiopicum är en johannesörtsväxtart. Hypericum aethiopicum ingår i släktet johannesörter, och familjen johannesörtsväxter.

## Underarter
Arten delas in i följande underarter:
- H. a. aethiopicum
- H. a. sonderi